# Lista de séries televisivas de Star Wars
Esta é uma lista de séries televisivas da franquia de mídia de ficção científica Star Wars.  A saga midiática que abrange diversas produções televisivas em live-action e séries animadas tem como base a franquia cinematográfica iniciada na década de 1970 com o lançamento de Star Wars (1977) e, posteriormente, expandida para outras duas trilogias conhecidas coletivamente como "Saga Skywalker".
No primeiro estágio de desenvolvimento das produções televisivas de Star Wars, foram lançadas duas séries animadas em meados da década de 1980 ainda colhendo os frutos do sucesso de crítica e bilheteria dos filmes da chamada "Trilogia Original". Após um extenso hiato produtivo, no qual a Lucasfilm focou na produção dos filmes da "Trilogia Prequela", outras novas séries animadas foram produzidas a partir da década de 2000. As duas primeiras destas séries - Star Wars: Clone Wars (2003) e Star Wars: The Clone Wars (2008) - foram inspiradas em eventos narrados pelos filmes da "Trilogia Prequela" e focam no desenvolvimento mais profundo de personagens e temas relacionados ao cenário das Guerras Clônicas e o fim da República Galáctica. Após a aquisição da Lucasfilm pela The Walt Disney Company em 2012, somente The Clone Wars foi mantida no "Cânon oficial" da franquia em continuidade narrativa com os filmes já lançados. Já como subsidiária da The Walt Disney Company e sob a liderança criativa de Dave Filoni, a Lucasfilm produziu as duas séries animadas Star Wars Rebels (2014) - vinculada à "Trilogia Original" - e Star Wars Resistance (2018) - vinculada aos eventos da "Trilogia Sequela". A partir de 2021, Filoni produziu as séries animadas Star Wars: The Bad Batch e Tales of the Jedi para a plataforma de streaming Disney+. Paralelamente, a companhia investiu no desenvolvimento de personagens e temas anteriormente tratados como secundários nos filmes da franquia, resultando nas séries animadas Star Wars: Visions (2021) e Star Wars: Young Jedi Adventures (2023), esta última ambientada na Era da Alta República. 

## Séries emlive-action
Todas as séries em live-action produzidas pela franquia Star Wars foram lançadas através da plataforma de streaming Disney+. Até a presente data, a franquia Star Wars é composta por quatro séries televisivas em live-action, sendo estas The Mandalorian, The Book of Boba Fett, Obi-Wan Kenobi, Andor e Ahsoka. Somadas, todas as produções acumulam mais de 49 episódios em seis temporadas. 
| Série                 | Temporada | Temporada | Episódios | Transmissão original   | Transmissão original   | Showrunner                 | Estado             |
| Série                 | Temporada | Temporada | Episódios | Estreia da temporada   | Final da temporada     | Showrunner                 | Estado             |
| --------------------- | --------- | --------- | --------- | ---------------------- | ---------------------- | -------------------------- | ------------------ |
| The Mandalorian       |           | 1         | 8         | 12 de novembro de 2019 | 27 de dezembro de 2019 | Jon Favreau                | Em exibição        |
| The Mandalorian       |           | 2         | 8         | 30 de outubro de 2020  | 18 de dezembro de 2020 | Jon Favreau                | Em exibição        |
| The Mandalorian       |           | 3         | 8         | 1 de março de 2023     | 19 de abril de 2023    | Jon Favreau                | Em exibição        |
| The Book of Boba Fett |           | 1         | 7         | 29 de dezembro de 2021 | 9 de fevereiro de 2022 | Jon Favreau                | Encerrada          |
| Obi-Wan Kenobi        |           | 1         | 6         | 27 de maio de 2022     | 22 de junho de 2022    | Joby Harold                | Encerrada          |
| Andor                 |           | 1         | 12        | 21 de setembro de 2022 | 23 de novembro de 2022 | Tony Gilroy                | Em exibição        |
| Andor                 |           | 2         | 12        | 22 de abril de 2025    | ASA                    | Tony Gilroy                | Em exibição        |
| Ahsoka                |           | 1         | 8         | 22 de agosto de 2023   | 3 de outubro de 2023   | Dave Filoni                | Encerrada          |
| Ahsoka                |           | 2         | ASA       | ASA                    | ASA                    | Dave Filoni                | Em desenvolvimento |
| The Acolyte           |           | 1         | 8         | 4 de junho de 2024     | 16 de julho de 2024    | Leslye Headland            | Encerrada          |
| Skeleton Crew         |           | 1         | 8         | 2 de dezembro de 2024  | ASA                    | Jon Watts Christopher Ford | Pós-produção       |